# Gle Ujong Sagi
Gle Ujong Sagi är en kulle i Indonesien.   Den ligger i provinsen Aceh, i den västra delen av landet, 1 800 km nordväst om huvudstaden Jakarta. Toppen på Gle Ujong Sagi är 118 meter över havet.
Terrängen runt Gle Ujong Sagi är platt åt nordost, men åt sydväst är den kuperad. Havet är nära Gle Ujong Sagi åt nordost. Närmaste större samhälle är Sigli, 13,3 km sydost om Gle Ujong Sagi. 